# Kappa di Cohen
Il Kappa di Cohen è un coefficiente statistico che rappresenta il grado di accuratezza e affidabilità in una classificazione statistica; è un indice di concordanza che tiene conto della probabilità di concordanza casuale; l'indice calcolato in base al rapporto tra l'accordo in eccesso rispetto alla probabilità di concordanza casuale e l'eccesso massimo ottenibile. 
Questo valore deve il suo nome allo scienziato Jacob Cohen.
Attraverso la matrice di confusione è possibile valutare questo parametro:
{\displaystyle \kappa ={\frac {\Pr(a)-\Pr(e)}{1-\Pr(e)}},}
dove {\displaystyle \Pr(a)} è data dalla somma della prima diagonale della matrice divisa per il totale dei giudizi e rappresenta la percentuale di giudizio, di fatto, concorde tra i giudici.
Mentre {\displaystyle \Pr(e)} è il prodotto dei totali positivi sommato a quelli negativi, il tutto diviso per il quadrato del totale dei giudizi {\textstyle (PP'+NN')/T^{2}}, e rappresenta la probabilità di accordo casualmente. Infatti {\textstyle P/T} è la percentuale di valutazioni positive "reali" (o assegnate da uno dei due controllori) e lo stesso in modo analogo per {\textstyle P'/T}, {\textstyle N/T} ed {\textstyle N'/T}; la probabilità di accordo positivo (casuale o statistico) tra i due è quindi {\textstyle P/T*P'/T=PP'/T^{2}} così come quella di accordo negativo è {\textstyle N/T*N'/T=NN'/T^{2}}, da cui si ottiene la formula per la percentuale di accordo casuale, sommando le due probabilità.
Se {\displaystyle \kappa =1}, allora la statistica rappresenta il caso ottimo. Infatti {\displaystyle -1<=\kappa <=1}.
Esistono diversi "gradi di concordanza", in base ai quali possiamo definire se Kappa di Cohen è scarso o ottimo:
- se k assume valori inferiori a 0, allora non c'è concordanza;
- se k assume valori compresi tra 0-0,4, allora la concordanza è scarsa;
- se k assume valori compresi tra 0,4-0,6, allora la concordanza è discreta;
- se k assume valori compresi tra 0,6-0,8, la concordanza è buona;
- se k assume valori compresi tra 0,8-1, la concordanza è ottima.

|                 |        | Valori reali   | Valori reali   |        |
|                 |        | p              | n              | totale |
| --------------- | ------ | -------------- | -------------- | ------ |
| Valori predetti | p'     | Veri positivi  | Falsi positivi | P'     |
| Valori predetti | n'     | Falsi negativi | Veri negativi  | N'     |
| totale          | totale | P              | N              |        |

| Controllo di autorità | GND (DE) 7522376-4 |